# Mimosengewächse

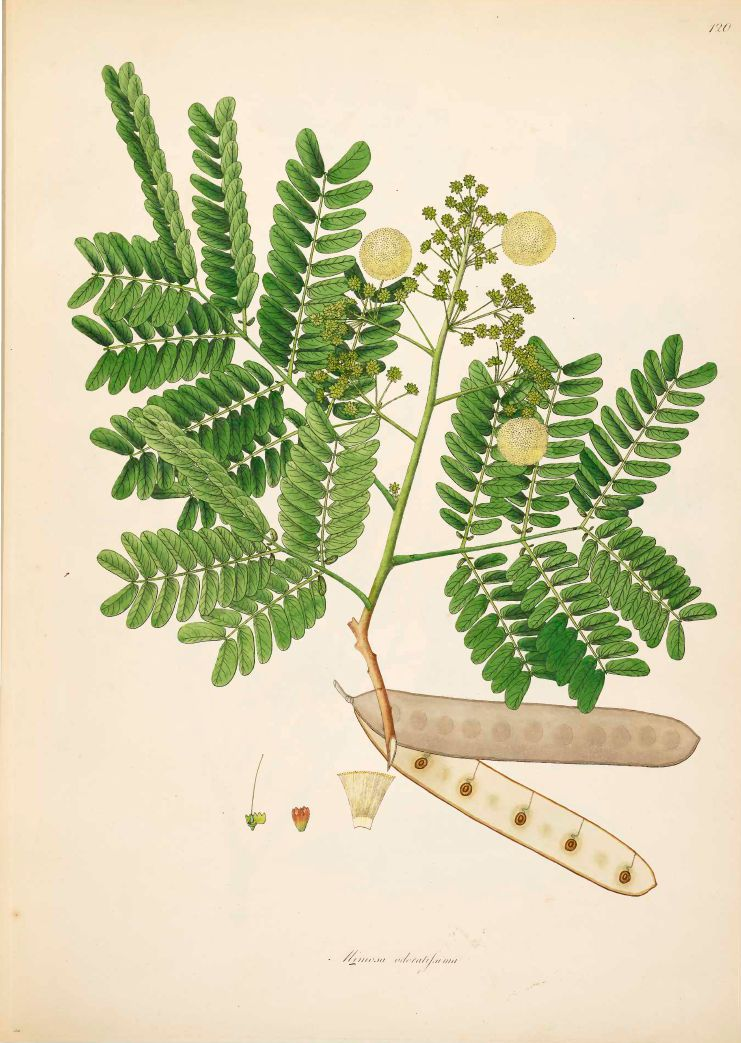
Illustration von Albizia odoratissima

Die Mimosengewächse (Mimosoideae) waren eine Unterfamilie innerhalb der Familie der Hülsenfrüchtler (Fabaceae). Die Taxa, die vor Legume Phylogeny Working Group 2017 hier eingeordnet waren, gehören seither zur Unterfamilie Caesalpinioideae. Seit 2017 ist die Unterfamilie Mimosoideae kein akzeptiertes Taxon mehr.
Die 79 bis 82 Gattungen mit etwa 3275 Pflanzenarten sind in tropischen bis subtropischen oder warm-gemäßigten Gebieten fast weltweit verbreitet. Nur 64 Arten kommen in Mitteleuropa vor.

## Beschreibung

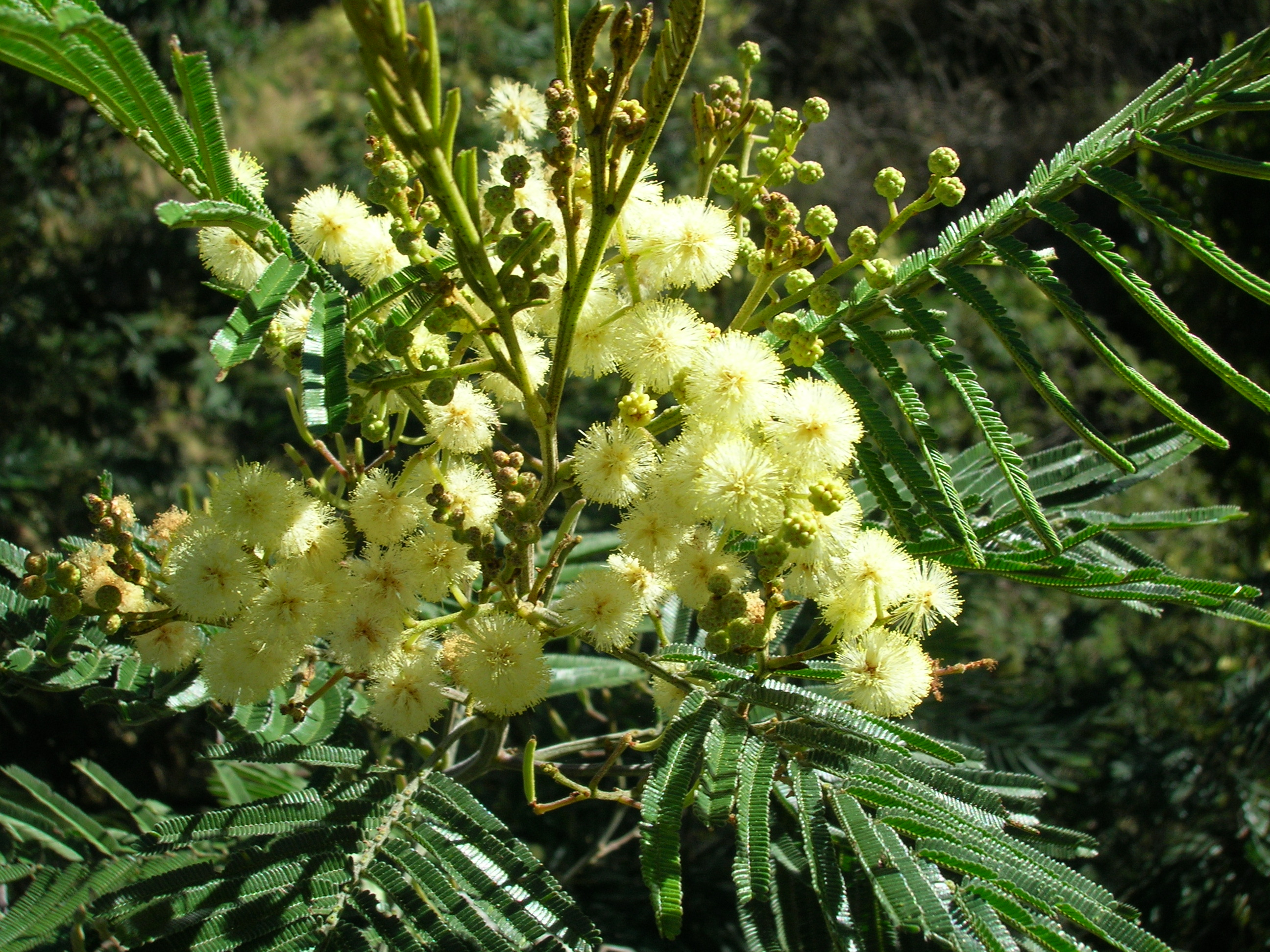
Tribus Acacieae: Zweig mit Blütenständen und Laubblättern von Acacia mearnsii

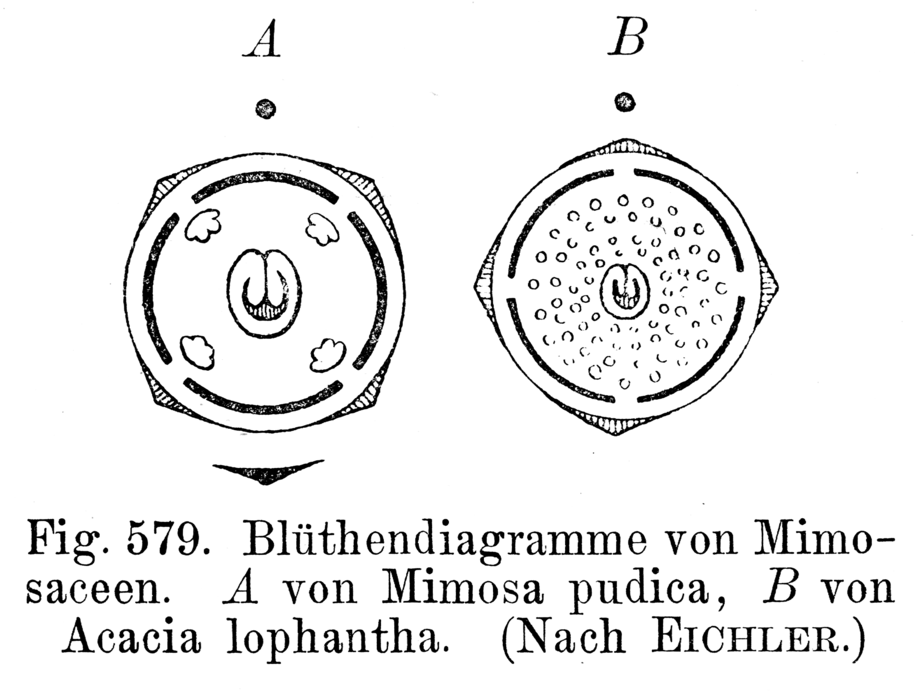
Blütendiagramm von A Mimosa pudica, B Acacia lophantha

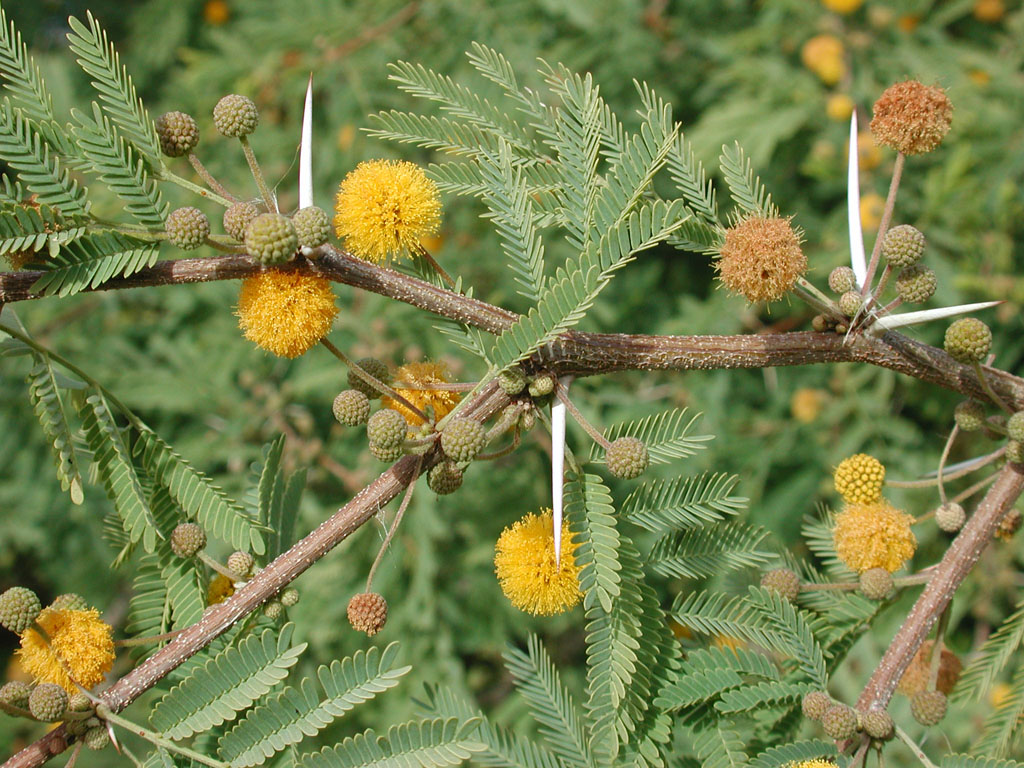
Tribus Acacieae: Gefiederte Laubblätter und kopfige Blütenstände der Süßen Akazie (Vachellia farnesiana)

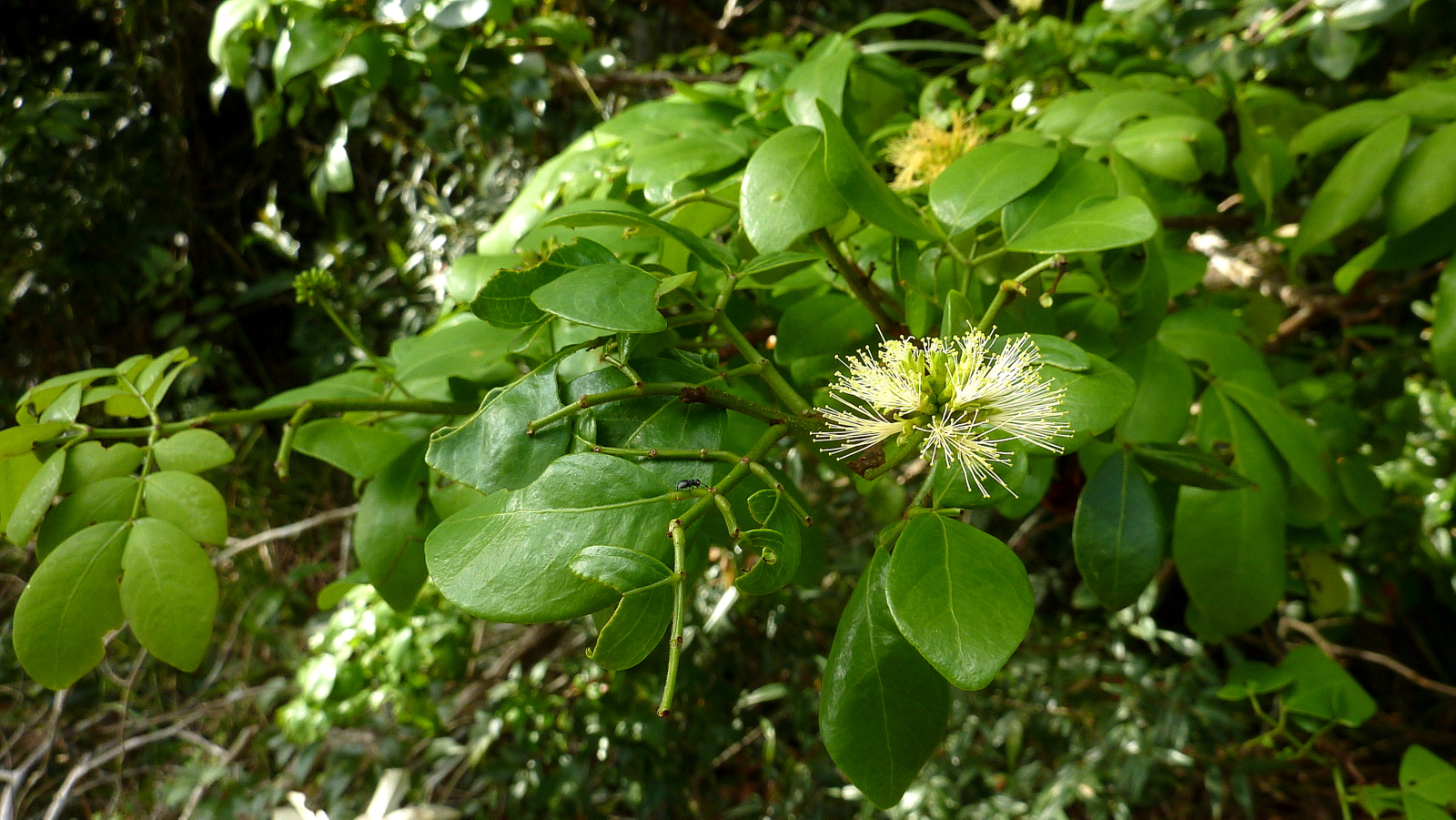
Tribus Ingeae: Gefiederte Laubblätter und Blütenstand von Abarema cochliocarpos

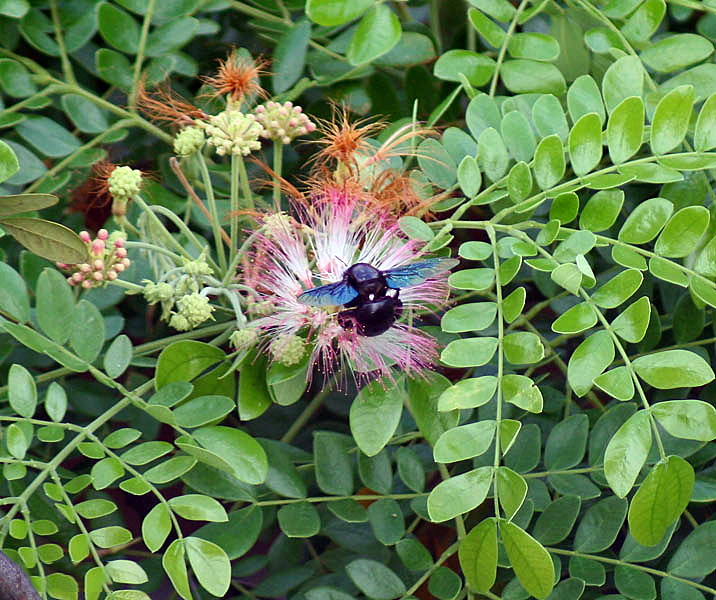
Tribus Ingeae: Gefiederte Laubblätter und kopfige Blütenstände des Regenbaumes (Albizia saman)

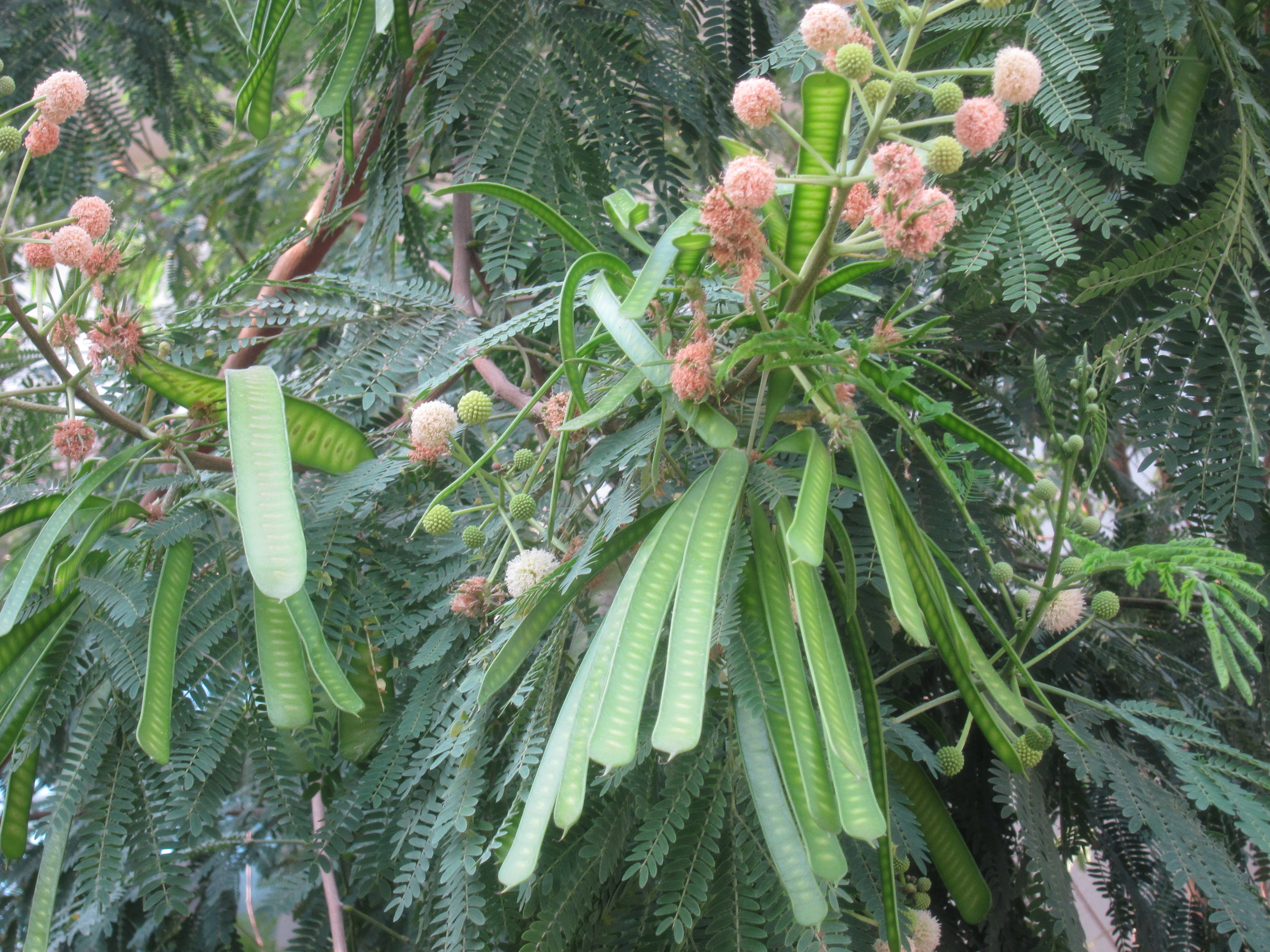
Tribus Ingeae: Gefiederte Laubblätter, Blütenstände und Hülsenfrüchte von Falcataria moluccana

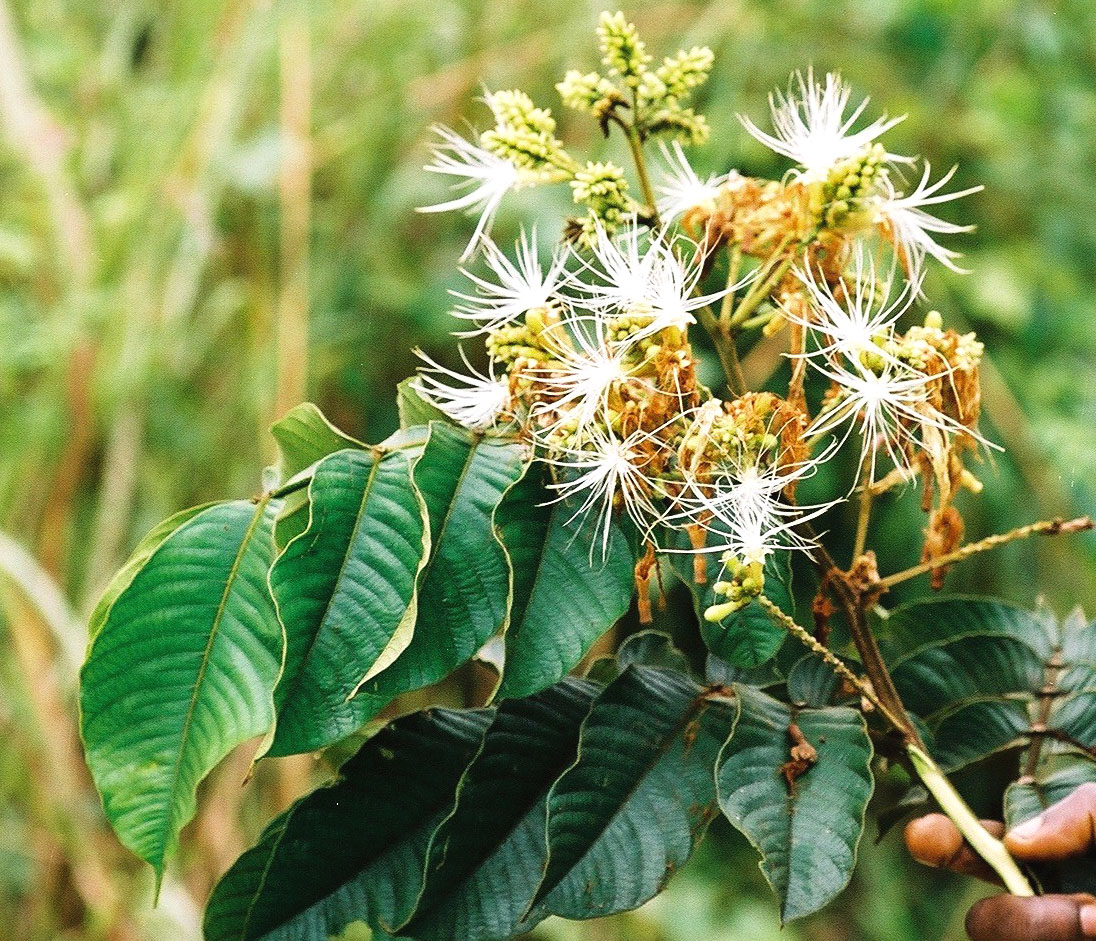
Tribus Ingeae: Inga edulis, blühend

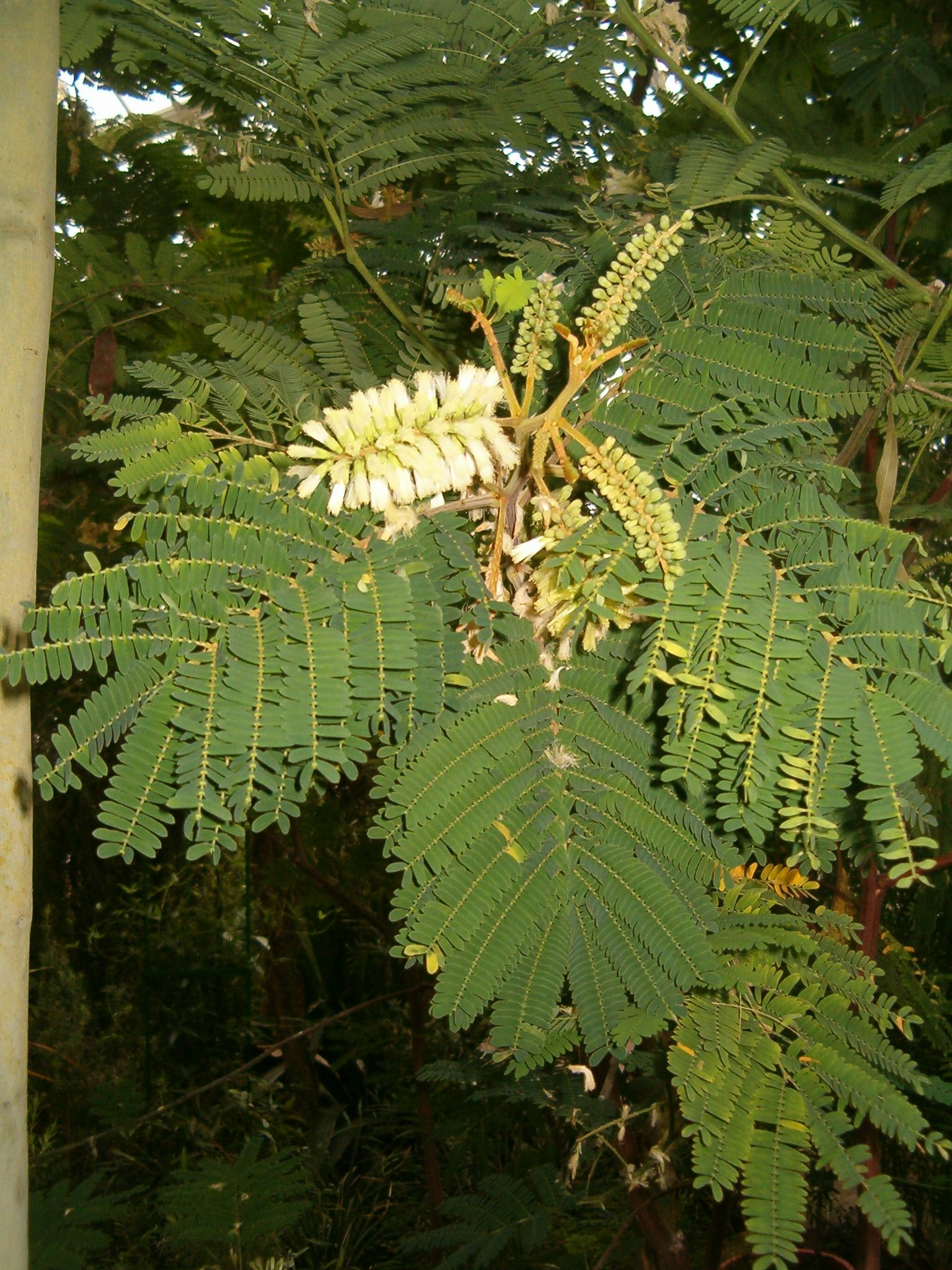
Tribus Ingeae: Gefiederte Laubblätter und Blütenstände von Paraserianthes lophantha

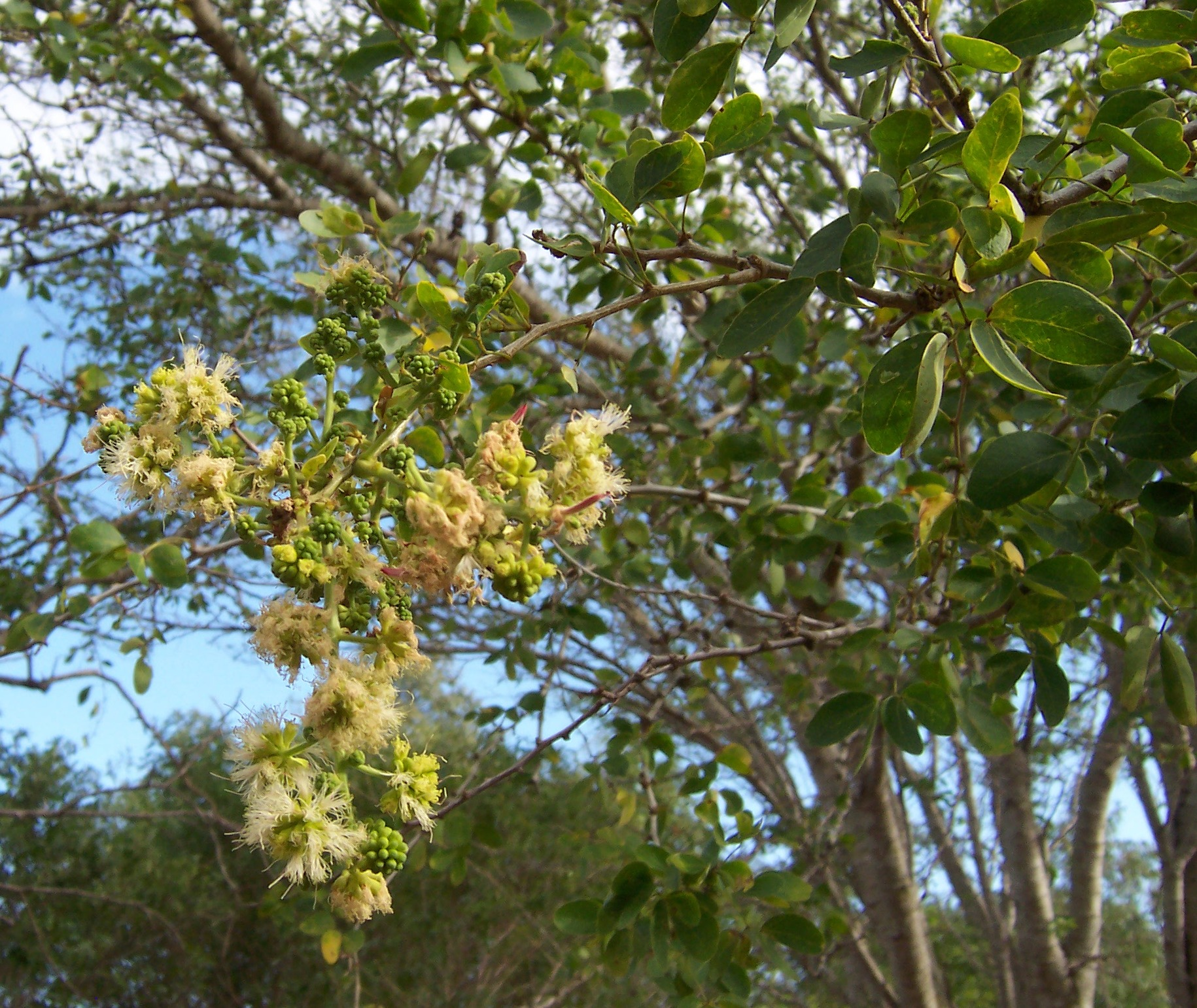
Tribus Ingeae: Gefiederte Laubblätter und Blütenstände von Pithecellobium dulce

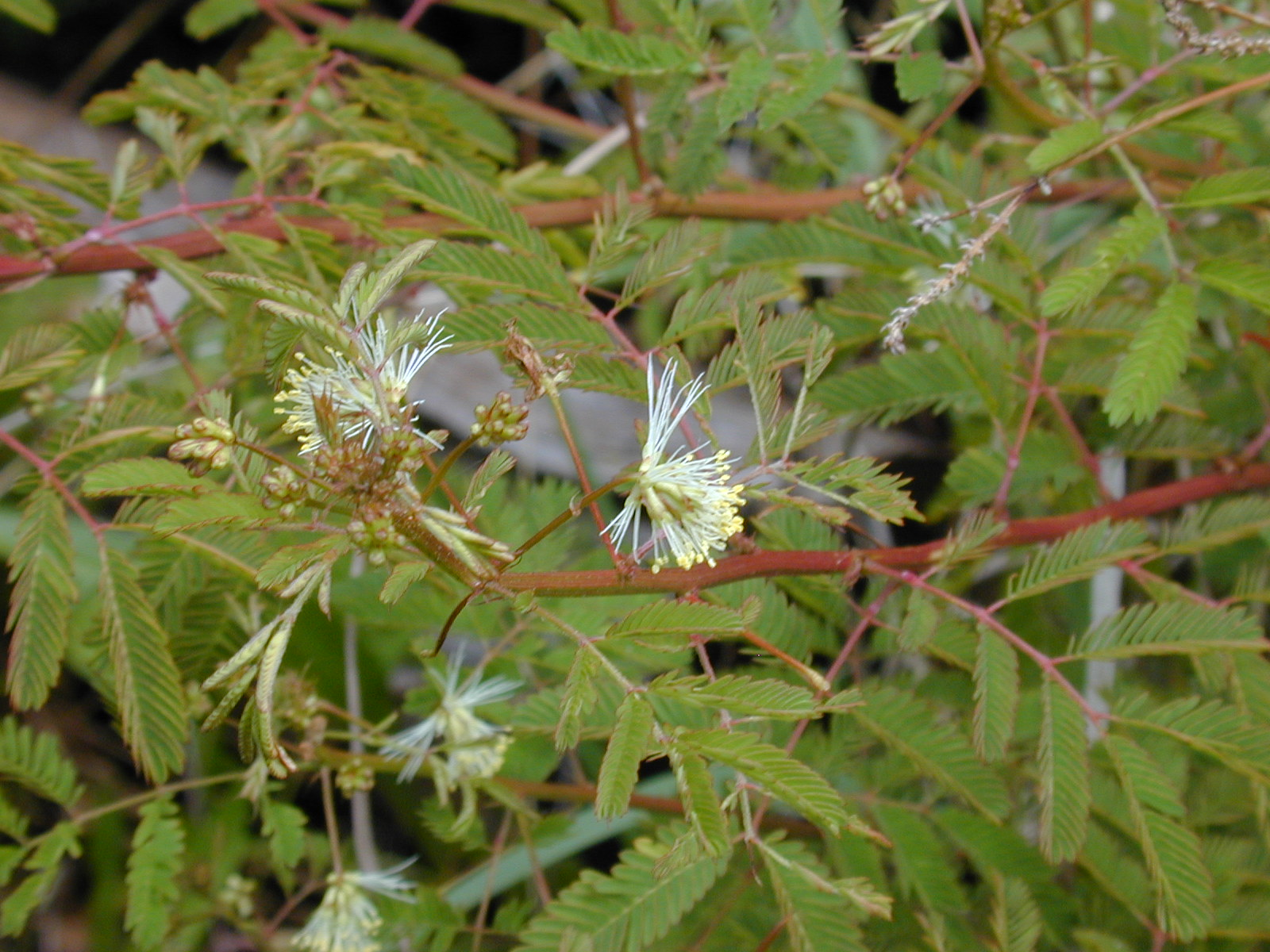
Tribus Mimoseae: Gefiederte Laubblätter und Blütenstände von Desmanthus virgatus

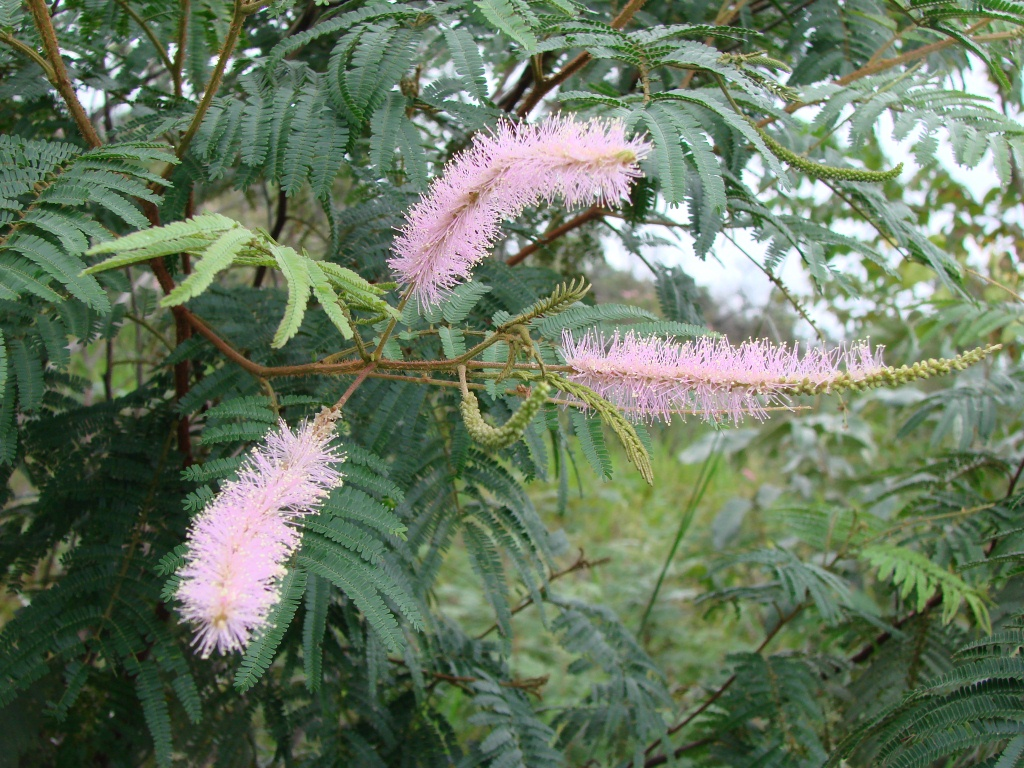
Tribus Mimoseae: Blütenstände und gefiederte Laubblätter von Mimosa verrucosa

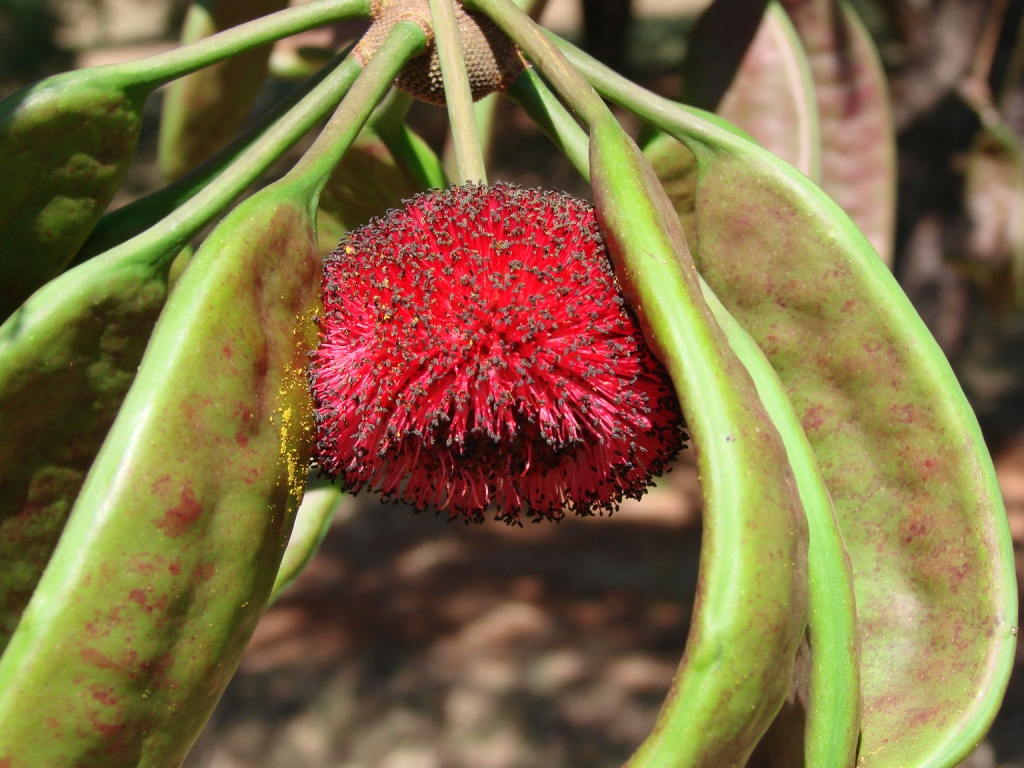
Tribus Mimoseae: Blütenstand und Hülsenfrüchte von Parkia platycephala

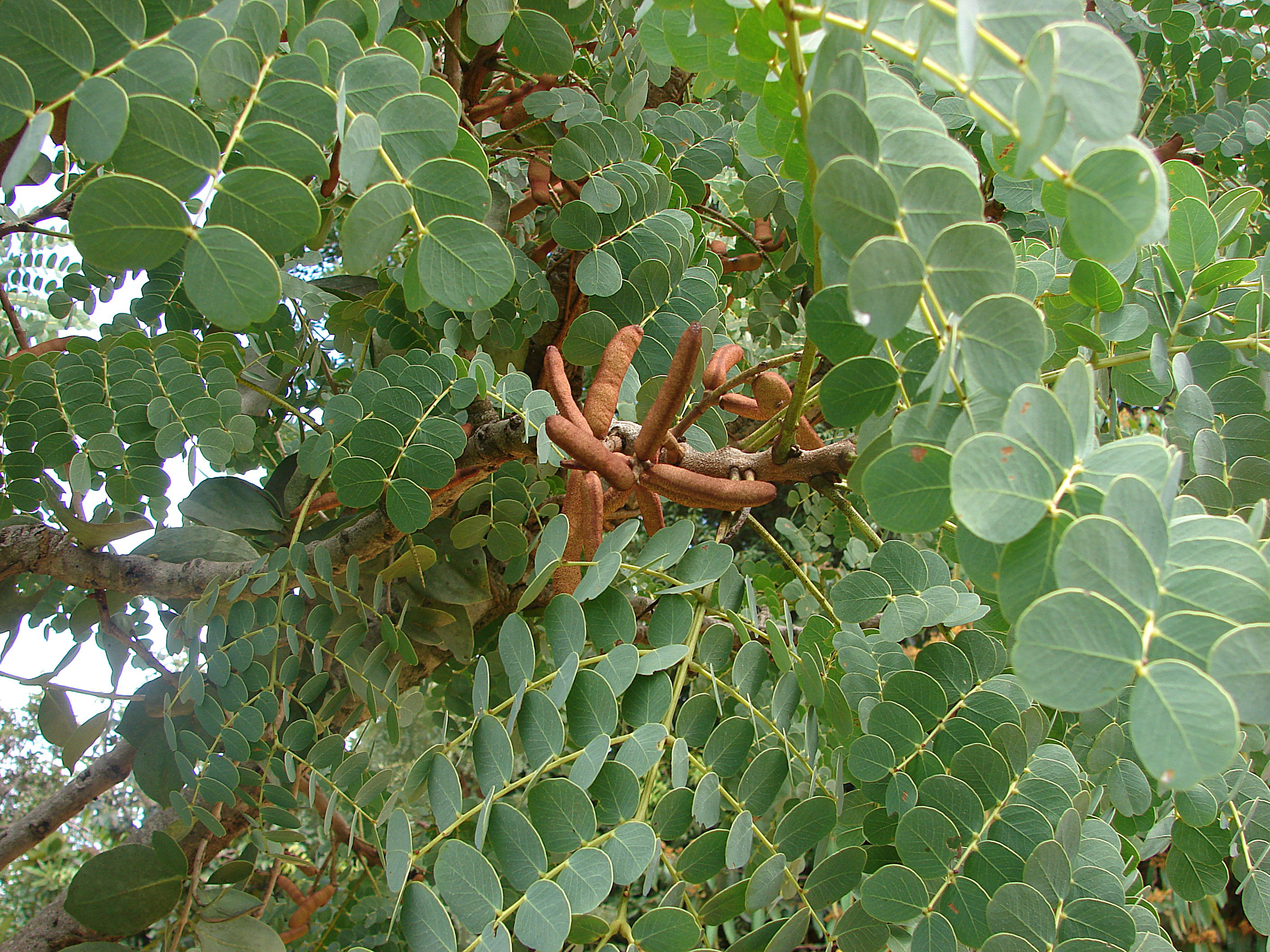
Tribus Mimoseae: Laubblätter und Hülsenfrüchte von Stryphnodendron adstringens

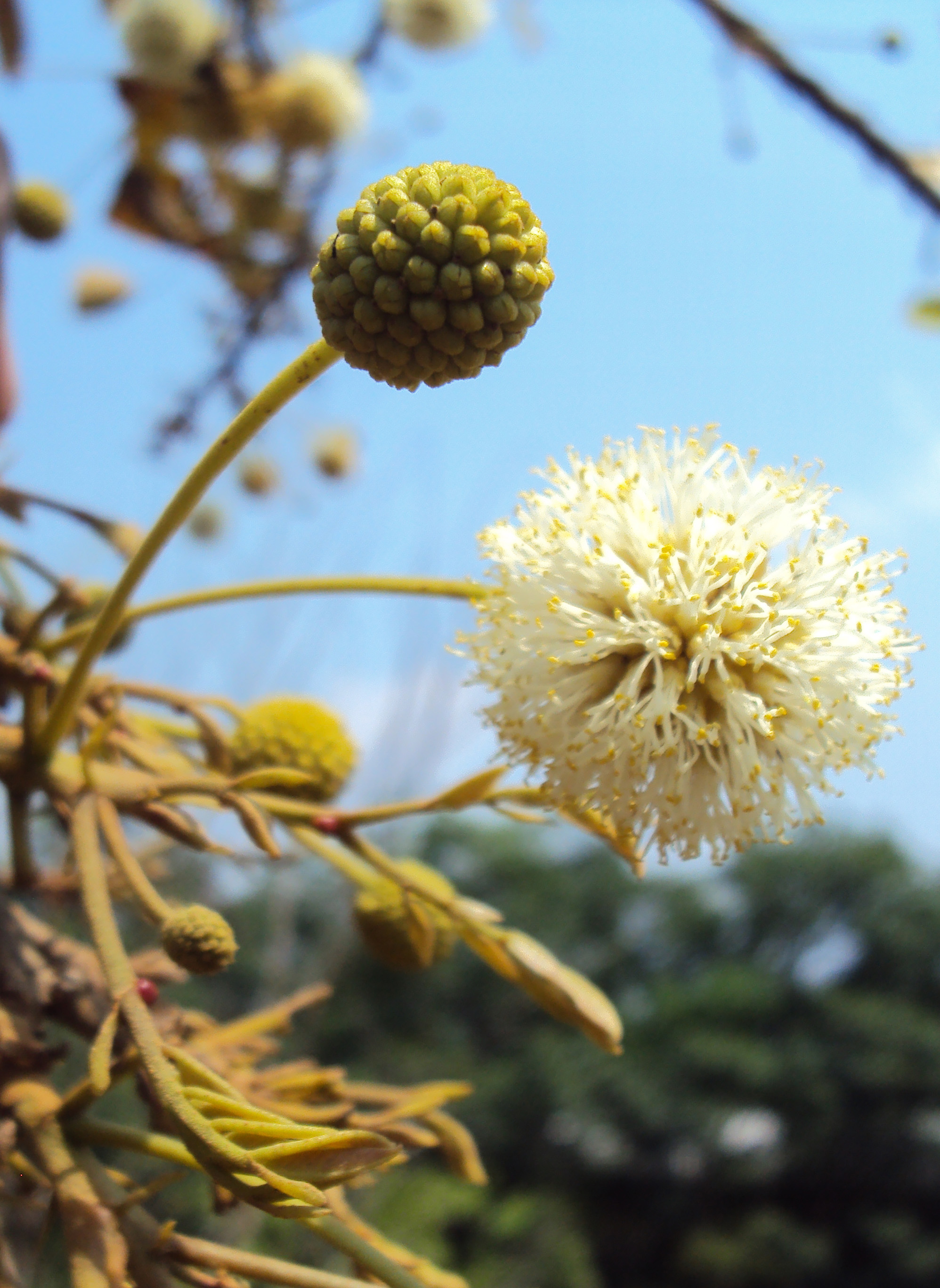
Tribus Mimoseae: Knospiger und vollblühender, köpfchenförmige Blütenstände von Xylia xylocarpa

### Erscheinungsbild und Blätter
Es handelt sich bei den Arten der Unterfamilie Mimosoideae meist um immergrüne oder laubabwerfende verholzende Pflanzen: Bäume und Sträucher; selten sind es ein-, zweijährige oder ausdauernde krautige Pflanzen. Sie wachsen meist selbständig aufrecht oder seltener kletternd. Sie können halophytisch mesophytisch oder xerophytisch sein. Sie können Harz enthalten. Manchmal übernehmen die Sprossachsen die Aufgabe der Photosynthese.
Bei einigen Arten tritt Heterophyllie auf. Die wechselständig und spiralig oder zweizeilig angeordneten Laubblätter sind meist gut entwickelt, sitzend bis gestielt oder seltener reduziert. Die Blattspreiten der gut entwickelten Laubblätter sind einfach oder oft zweifach gefiedert. Die gefiederten Blattspreiten können viele Fiederblättchen enthalten oder manchmal auch nur zwei. Die Fiederblättchen können krautig, ledrig oder fleischig sein. Die Blattflächen können drüsig punktiert sein. Manchmal sind die Blätter zu Phyllodien oder Dornen umgewandelt. Es sind meist haltbare bis früh abfallende Nebenblätter vorhanden; sie können laubblattartig oder zu Dornen, Drüsen bis Schuppen reduziert sein.
Am Blattstiel und an den Fieder- sowie an den Blättchenstielen sind meist Pulvini vorhanden, damit Bewegungen möglich sind.

### Blütenstände, Blüten und Früchte
Die Blüten stehen zu vielen in unterschiedlich aufgebauten Blütenständen zusammen. Gekennzeichnet sind sie meist durch radiärsymmetrische, (drei- bis sechs-) meist fünfzählige Blüten, die meist zwittrig, selten eingeschlechtig sind. Die meist zahlreichen (3 bis 100) Staubblätter sind oft untereinander verwachsen und ragen oft über die Krone hinaus. Die Staubblätter können alle fertil sein oder ein Teil ist zu Staminodien umgebildet. Es ist meist nur ein Fruchtblatt vorhanden, bei wenigen Gattungen gibt es zwei bis 16 Fruchtblätter. Es werden meist Hülsenfrüchte gebildet.

### Ökologie
Stickstofffixierung kommt häufig vor.
Die Bestäubung erfolgt auf vielfältige Weise: Anemophilie, Entomophilie, Ornithophilie oder Chiropterophilie.

## Systematik
Die Unterfamilie der Mimosoideae wurde früher auch als selbständige Familie Mimosaceae R.Br. betrachtet. Molekularbiologische Arbeiten zeigen, dass die Mimosoideae eine monophyletische Gruppierung darstellen, die allerdings in die Unterfamilie Caesalpinioideae eingebettet ist und deren Taxa seit 2017 dort eingeordnet sind. Aus diesem Grund findet die Unterfamilie Mimosoideae in der Systematik von 2017 der Legume Phylogeny Working Group keine Berücksichtigung.
Die Unterfamilie der Mimosoideae wurde in drei Tribus gegliedert und enthält 79 bis 82 Gattungen mit etwa 3275 Arten:
- Tribus Akazien (Acacieae Benth.)[5]: Das Verbreitungsgebiet der fünf Gattungen umfasst den Raum des Indischen Ozeans, das tropische Asien, die Neotropis und Australien. Die Tribus hat lange Zeit nur die Gattung Acacia enthalten. Viele nicht in Australien heimische Arten wurden in vier Gattungen ausgegliedert.:[6][7][8][9]
  - Acacia Mill.: Sie enthält heute etwa 948 Arten hauptsächlich in Australien, aber auch sieben auf Pazifischen Inseln, ein oder zwei in Madagaskar und zehn im tropischen Asien.
  - Acaciella Britton & Rose (früher Acacia subg. Aculeiferum sect. Filicinae): Die etwa 15 Arten sind in der Neotropis verbreitet.
  - Mariosousa Seigler & Ebinger: Die etwa 13 Arten sind in der Neotropis verbreitet.[10]
  - Senegalia Raf. (früher Acacia subg. Aculeiferum): Sie ist pantropisch mit 203 Arten verbreitet.[11]
  - Vachellia Wight & Arn. (früher Acacia subg. Acacia): Sie ist pantropisch mit 163 Arten verbreitet.[12]

- Tribus Ingeae Benth.:[13] Sie enthält etwa 36 Gattungen:
  - Abarema Pittier: Es gibt etwa 45 Arten.
  - Albizia Durazz. (Syn.: Arthrosamanea Britton & Rose, Balizia Barneby & J.W.Grimes, Besenna A.Rich., Cathormion (Benth.) Hassk., Macrosamanea Britton & Rose, Parasamanea Kosterm., Parenterolobium Kosterm., Pseudalbizzia Britton & Rose, Samanea (DC.) Merr., Sassa Bruce ex J.F.Gmel., Serialbizzia Kosterm.): Sie enthält etwa 100 bis 150 Arten.
  - Archidendron F.Muell.: Es gibt etwa 96 Arten.
    - Archidendron jiringa (Jack) I.C.Nielsen: Aus Bangladesch, Myanmar, Thailand, Malaysia und aus dem nördlicheren Indonesien.

  - Archidendropsis I.C.Nielsen: Die etwa fünf Arten kommen in Australasien vor.
  - Blanchetiodendron Barneby & J.W.Grimes: Sie enthält nur eine Art:
    - Blanchetiodendron blanchetii (Benth.) Barneby & J.W.Grimes: Dieser Baum kommt nur im brasilianischen Bundesstaat Bahia vor.

  - Calliandra Benth.: Die 150 bis 200 Arten sind hauptsächlich in der Neotropis verbreitet.
  - Cedrelinga Ducke: Sie enthält nur eine Art:
    - Cedrelinga cateniformis (Ducke) Ducke: Sie ist im mittleren bis nördlichen Südamerika verbreitet.

  - Chloroleucon (Benth.) Record: Es gibt etwa elf Arten aus Mittel- und Südamerika.
    - Chloroleucon tortum (Mart.) Pittier: Aus dem mittleren bis östlichen und nördlichen Brasilien.

  - Cojoba Britton & Rose: Es gibt etwa 17 Arten.
  - Ebenopsis Britton & Rose: Die etwa drei Arten sind von Florida sowie Texas bis Yucatán verbreitet.
  - Enterolobium Mart.: Es gibt etwa zwölf Arten.
  - Faidherbia A.Chev.: Sie enthält nur eine Art:
    - Anabaum (Faidherbia albida (Delile) A.Chev.): Er stammt aus Afrika sowie dem Nahen Osten und ist in Indien, Pakistan sowie Ascension ein Neophyt.

  - Falcataria (I.C.Nielsen) Barneby & J.W.Grimes: Sie hat bis 2011 nur eine Art enthalten, seither gehören etwa drei Arten hierher, beispielsweise:[14]
    - Falcataria moluccana (Miq.) Barneby & J.W.Grimes

  - Guinetia L.Rico & M.Sousa: Sie enthält nur eine Art:
    - Guinetia tehuantepecensis L.Rico & M.Sousa: Dieser Endemit kommt nur in Municipio Salina Cruz im mexikanischen Bundesstaat Oaxaca vor.[15]

  - Havardia Small: Die etwa fünf Arten kommen von Texas über Mexiko bis Mittelamerika vor.
  - Hesperalbizia Barneby & J.W.Grimes: Sie enthält nur eine Art:
    - Hesperalbizia occidentalis (Brandegee) Barneby & J.W.Grimes: Sie ist im nördlichen bis zentralen Mexiko beheimatet und in Honduras ein Neophyt.

  - Hydrochorea Barneby & J.W.Grimes: Die etwa drei Arten sind in Venezuela, Guyana, Surinam sowie Brasilien beheimatet.
  - Inga Mill.: Die etwa 350 Arten sind in der Neotropis, besonders im Vorgebirge der Anden verbreitet.
  - Leucochloron Barneby & J.W.Grimes: Die etwa vier Arten sind Brasilien verbreitet.
  - Lysiloma Benth.: Es gibt etwa elf Arten.
  - Painteria Britton & Rose: Von den etwa vier Arten sind drei im nördlichen bis zentralen Mexiko und eine in Sri Lanka beheimatet.
  - Pararchidendron I.C.Nielsen: Sie enthält nur eine Art:
    - Pararchidendron pruinosum (Benth.) I.C. Nielsen: Sie ist in Australasien verbreitet.

  - Paraserianthes I.C.Nielsen: Enthält nur eine Art:
    - Paraserianthes lophantha (Willd.) I. C. Nielson

  - Pithecellobium Mart.: Sie enthält etwa 40 bis 75 Arten, beispielsweise:
    - Pithecellobium unguis-cati  (L.) Benth., die Katzenkralle

  - Pseudosamanea Harms: Sie enthält nur eine Art:
    - Pseudosamanea cubana (Britton & Rose) Barneby & J.W.Grimes: Sie ist nur auf Kuba beheimatet.

  - Serianthes Benth.: Es gibt etwa zwölf Arten.
  - Sphinga Barneby & J.W.Grimes: Die nur drei Arten sind vom nördlichen Mexiko über Mittelamerika und Kuba bis Kolumbien sowie Venezuela verbreitet.
  - Thailentadopsis Kosterm.: Die etwa drei Arten kommen in Asien vor.[16]
  - Viguieranthus Villiers: Es gibt etwa 18 Arten.
  - Wallaceodendron Koord.: Sie enthält nur eine Art:
    - Wallaceodendron celebicum Koord.: Sie kommt in Indonesien sowie auf den Philippinen vor.

  - Xerocladia Harv.: Sie enthält nur eine Art:
    - Xerocladia viridiramis (Burch.) Taub.: Sie kommt nur in Namibia und Südafrika vor.

  - Zapoteca H.M.Hern.: Es gibt etwa 18 Arten.
- Tribus Mimoseae Benth.:[17] Sie enthält etwa 42 Gattungen:
  - Adenanthera L.: Sie enthält etwa zwölf Arten im tropischen Asien und auf Pazifischen Inseln.
  - Adenopodia C.Presl: Sie enthält vier afrikanische und sechs neotropische Arten.
  - Alantsilodendron Villiers: Sie enthält etwa neun Arten.
  - Amblygonocarpus Harms: Sie enthält ein oder zwei Arten.
  - Anadenanthera Speg.: Sie enthält etwa fünf Arten.
  - Aubrevillea Pellegr.: Sie enthält etwa zwei Arten.
  - Calliandropsis H.M.Hern. & P.Guinet: Sie enthält nur eine Art:
    - Calliandropsis nervosus (Britton & Rose) H.M.Hern. & P.Guinet: Sie gedeiht in ariden Gebieten in Mexiko.[18]

  - Calpocalyx Harms: Sie enthält elf oder zwölf Arten.
  - Cylicodiscus Harms: Sie enthält nur eine Art:
    - Cylicodiscus gabunensis Harms: Diese aus dem tropischen Westafrika stammende Art liefert eine Hartholz.

  - Desmanthus Willd.: Sie enthält etwa 25 Arten in der Neotropis.
  - Dichrostachys (DC.) Wight & Arn.: Sie enthält etwa 14 bis 18 Arten, beispielsweise
    - Dichrostachys cinerea (L.) Wight & Arn.: Diese afrikanische Art ist in weiten Teilen der Subtropen und Tropen eine invasive Pflanze.

  - Dinizia Ducke: Sie enthält zwei Arten:
    - Dinizia excelsa Ducke: Sie stammt aus dem Amazonasbecken und liefert ein Handelsholz.
    - Dinizia jueirana-facao G.P.Lewis & G.S.Siqueira wurde 2017 aus dem atlantischen Regenwald Brasiliens erstbeschrieben, es sind nur zwei Standorte bekannt.

  - Elephantorrhiza Benth.: Sie enthält 9 bis 13 Arten.
  - Entada Adans.: Sie enthält etwa 30 Arten hauptsächlich im tropischen Afrika und in der Neotropis.
  - Fillaeopsis Harms: Sie enthält nur eine Art:
    - Fillaeopsis discophora Harms: Sie kommt im westlichen und südwestlichen Afrika vor.[19]

  - Gagnebina Neck. ex DC.: Sie enthält etwa sechs Arten.
  - Indopiptadenia Brenan: Sie enthält nur eine Art:
    - Indopiptadenia oudhensis (Brandis) Brenan: Sie kommt in Indien und Nepal vor.[19]

  - Kanaloa Lorence & K.R.Wood: Sie enthält nur eine Art:
    - Kanaloa kahoolawensis Lorence & K.Wood: Sie kommt auf Hawaii vor.[19]

  - Lemurodendron Villiers & P.Guinet: Sie enthält nur eine Art:
    - Lemurodendron capuronii Villiers & P.Guinet: Sie kommt in Madagaskar vor.[19]

  - Leucaena Benth.: Sie enthält etwa 22 Arten in der Neuen Welt.
  - Microlobius C.Presl: Sie enthält ein bis zwei Arten.
  - Mimosen (Mimosa L.): Sie enthält etwa  530 Arten hauptsächlich in der Neotropis.
  - Mimozyganthus Burkart: Sie enthält nur eine Art:
    - Mimozyganthus carinatus (Griseb.) Burkart: Sie kommt im südöstlichen Bolivien und vom südwestlichen Paraguay bis Argentinien vor.[19]

  - Neptunia Lour.: Sie enthält etwa elf Arten in tropischen und subtropischen Gebieten, besonders in Australien und der Neuen Welt, beispielsweise:
    - Die Wassermimose (Neptunia natans auct.) soll als Gemüse Verwendung finden.

  - Newtonia Baill.: Sie enthält 12 bis 17 Arten.
  - Parapiptadenia Brenan: Sie enthält etwa sechs Arten.
  - Parkia R.Br.: Sie enthält etwa 35 Arten in der Paläotropis und Neotropis.
  - Pentaclethra Benth.: Sie enthält vier bis sechs Arten.
    - Pentaclethra macrophylla Benth.: Aus West- und Zentralafrika.

  - Piptadenia Benth.: Sie enthält über 32 Arten.
  - Piptadeniastrum Brenan: Sie enthält nur eine Art.
    - Piptadeniastrum africanum (Hook.f.) Brenan: Aus West- und Zentralafrika bis in den Sudan

  - Piptadeniopsis Burkart: Sie enthält nur eine Art:
    - Piptadeniopsis lomentifera Burkart: Sie kommt in Paraguay vor.[19]

  - Plathymenia Benth.: Sie enthält etwa zwei Arten.
  - Prosopidastrum Burkart: Sie enthält fünf bis sieben Arten.
  - Prosopis L.: Die etwa 45 Arten sind hauptsächlich Neotropis vom westlichen Nordamerika bis Patagonien verbreitet, einige Arten gibt es auch in Afrika und Vorderasien.
  - Pseudopiptadenia Rauschert: Sie enthält etwa elf Arten.
  - Pseudoprosopis Harms: Sie enthält etwa sieben Arten.
  - Schleinitzia Warb. ex Nevling & Niezgoda: Sie enthält etwa sechs Arten.
  - Stryphnodendron Mart.: Sie enthält über 24 Arten.
  - Tetrapleura Benth.: Sie enthält zwei bis sechs Arten.
    - Tetrapleura tetraptera (Schumach. & Thonn.) Taub.: Aus West- und Zentralafrika bis in den Sudan, Kenia, Tansania.

  - Xerocladia Harv.: Sie enthält ein bis zwei Arten.
  - Xylia Benth.: Sie enthält neun bis zehn Arten.
    - Xylia xylocarpa (Roxb.) W.Theob.: Aus Indien, Bangladesch und dem nördlichen Südostasien.